# 崇德軍
崇德軍，中国古代的行政区划。
砀山县是朱温的故乡。五代后梁开平元年（907年）十二月，朱温在辉州砀山县境内设置崇德军，直属东京开封府。命朱彦让担任崇德軍使。后唐同光二年（924年），唐庄宗废除崇德軍，地入砀山县。